# Wspólna polityka rybołówstwa
Wspólna polityka rybołówstwa (WPRyb, dla odróżnienia od wspólnej polityki rolnej) – polityka Unii Europejskiej w ramach mechanizmu wspólnego rynku, stanowiąca w zakresie rybołówstwa odpowiednik wspólnej polityki rolnej. 

## Zarys
Unia Europejska posiada największą na świecie morską wyłączną strefę ekonomiczną, toteż wielu obywateli UE utrzymuje się z morza i jego zasobów – przede wszystkim ryb, ale także energii pochodzącej z przybrzeżnych pól naftowych i gazowych. Działalność floty handlowej UE zależy od oceanów. Obszary przybrzeżne przyciągają turystów – to także prężny sektor gospodarki. Unijny sektor rybołówstwa jest czwartym co do wielkości tego rodzaju sektorem w świecie. Co roku dostarcza on około 6,4 mln ton ryb. W sektorze rybołówstwa i przetwórstwa rybnego pracuje ponad 350 tysięcy osób.
Przyczyną zainicjowania wspólnotowych działań w rybołówstwie była świadomość zagrożenia wyginięciem wielu gatunków ryb, kurczenia się zasobów mórz i potrzeba wprowadzenia regulacji rynku oraz kontroli wykorzystania zasobów morskich. W celu ochrony zasobów rybnych w ramach wspólnej polityki rybołówstwa Unii Europejskiej stosuje się specjalny instrument: globalne kwoty połowowe (ilość ryb, którą można odłowić z danego zasobu w określonym czasie), przydzielane każdemu państwu członkowskiemu i tworzące tym samym narodowe kwoty połowowe.

## Obszary działania

### Ochrona zasobów morskich i wspólna organizacja rynku rybnego
Wspólna organizacja rynku rybnego Unii Europejskiej opiera się na:
- jednolitych standardach produktów rybołówstwa pochodzenia wspólnotowego
- ochrona zasobów przed przełowieniem
- zrównoważona eksploatacja żywych zasobów wodnych z biologicznego, środowiskowego i gospodarczego punktu widzenia
- zapewnienie konsumentom i przemysłowi przetwórczemu regularnych dostaw po rozsądnych cenach
- tworzeniu organizacji producentów, które reprezentują interesy rybaków wspólnotowych
- stosowaniu cen minimalnych, poniżej których nie wolno sprzedawać produktów rybołówstwa
- tworzeniu zasad wymiany handlowej z krajami spoza Wspólnoty.

### Polityka strukturalna
Ważną rolę w finansowaniu zadań związanych z rozwojem rybołówstwa, gospodarką zasobami rybnymi, zmianami strukturalnymi w tym sektorze oraz rewitalizacją obszarów morskich odgrywa utworzony w 1993 roku fundusz strukturalny, obecnie pod nazwą Europejski Fundusz Morski, Rybacki i Akwakultury (EFMRiA).

### Współpraca międzynarodowa w zakresie polityki rybołówstwa
UE zawarła z krajami trzecimi partnerskie umowy o połowach, a na forum regionalnych i międzynarodowych organizacji rybołówstwa prowadzi negocjacje zmierzające do tego, by wodami w całym świecie gospodarowano w sposób uregulowany, przejrzysty i zrównoważony oraz by nadmiernie ich nie eksploatowano.
Umowy te dają unijnym rybakom możliwość połowów na odległych wodach, a tym samym sprzyjają stałemu zaopatrywaniu rynku UE – w zamian za środki finansowe, dzięki którym kraje trzecie, w tym kraje rozwijające się, mogą inwestować w przemysł rybacki i powiększać zasoby rybne.